# Port Washington, Wisconsin
Port Washington är administrativ huvudort i Ozaukee County i Wisconsin i USA. Vid 2010 års folkräkning hade Port Washington 11 250 invånare.

## Kända personer från Port Washington
- Mitch Jacoby, utövare av amerikansk fotboll